# Hedenham
Hedenham är en civil parish i Storbritannien.   Den ligger i grevskapet Norfolk och riksdelen England, i den sydöstra delen av landet, 150 km nordost om huvudstaden London. Antalet invånare är 173. Arean är 7,3 kvadratkilometer.
Terrängen i Hedenham är mycket platt.